# 猛龙特警队
《猛龙特警队》（日语： Jīmen nanajūgo */?），日本1970年代至1980年代的長篇警探電視劇，由TBS與東映共同製作，從1975年至1982年每逢星期六21時在TBS首播。也曾在香港與臺灣等地播出，由於香港為取景地之一，在該地深受歡迎。
本劇原版日語主題曲《面影》由菊池俊輔作曲、佐藤純彌填詞、嶋崎由理原唱。
本劇香港版粵語主題曲《猛龍特警隊》由菊池俊輔作曲、盧國沾填詞、石修原唱，於1977年首播。該曲因歌詞首句「龍咁威，特種警衛」，而常被稱作《龍咁威》。 2003年，該曲獲採用為香港電影《龍咁威2003》主題曲，並由片中主演鄭中基主唱。

## 首作

### 演員
- 黒木哲也警視（演：丹波哲郎；香港TVB譯名：葉黑木，配音：朱江）
- 関屋一郎警部補（演：原田大二郎；香港TVB譯名：關屋男，配音：馮錦倫）
- 草野泰明刑事（演：倉田保昭；香港TVB譯名：龍草野，配音：石景初）
- 津坂真一刑事（演：岡本富士太；香港TVB譯名：羅津坂，配音：朱子聰）
- 響 圭子刑事（演：藤田美保子；香港TVB譯名：潘桂子，配音：尹芳玲→潘滿儔）
- 山田八兵衛刑事（演：藤木悠；香港TVB譯名：利山田，配音：梁耀昌）
- 小田切憲警視（演：夏木陽介；香港TVB譯名：小田切，配音：龔祖澤）
- 立花吾郎警部補（演：若林豪）
- 中屋武刑事（演：伊吹剛）
- 速水涼子刑事（演：森マリア）
- 津川螢子警部補（演：夏木麻里)
- 島谷刑事（演：宮内洋)
- 南雲警視（演：川津祐介)
- 賀川陽子刑事（演：文雀）
- 津村冴子警部補（演：江波杏子）
- 草鹿刑事（演：鹿賀丈史)

## 續作
續作《Gメン'82》，於1982年10月17日至1983年3月13日毎週日曜日20:00 - 20:54在TBS電視網放送的日本电视剧。
在這輯續集當中，G MEN只有四名是舊人，另外三人新加入。他們於駐日美軍及警視廳內部負責調查國際犯罪。

### 介绍
從警視廳總部獨立出的潛入調查組G MEN組長由黑木帶領，主要負責解決國內及國際的罪行。

### 演員
- 黒木警視正：丹波哲郎
- 立花警部：若林豪
- 早坂警部補：篠田三郎
- 沢田刑事：清水健太郎
- 島刑事：三浦浩一
- 賀川陽子刑事：文雀
- 津村冴子警部補：江波杏子